# Pascal Sevran
Pascal Sevran (París, 16 de octubre de 1945 – Limoges, 9 de mayo de 2008) fue un presentador de televisión y escritor francés.

## Biografía
Hijo de un taxista de inclinaciones comunista y de una costurera española, Pascal Sevran nació el 16 de octubre de 1945. Su auténtico nombre era Jean-Claude Jouhaud. trabajó como compositor, cantante, presentador de televisión y escritor. Se declaró abiertamente homosexual. Se vio envuelto en una polémica racista cuando culpó al "pene negro" por la hambruna en África.